# Oda Hidetaka
Oda Hidetaka est un nom japonais traditionnel ; le nom de famille (ou le nom d'école), Oda, précède donc le prénom (ou le nom d'artiste).
Oda Hidetaka (織田 秀孝, ?-14 juillet 1555) est un samouraï de l'époque Sengoku du XVIe siècle de l'histoire du Japon. Il est le 8e fils du seigneur de guerre Oda Nobuhide et de son épouse, Tsuchida Gozen. Sa mère donne également naissance à ses trois frères ainés : Oda Nobunaga, Oda Nobuyuki et Oda Nobukane.
Il est tué par Oda Nobutsugi tandis qu'il chevauche le long du fleuve Shōnai, près du château de Moriyama.

## Famille
- Père : Oda Nobuhide (1510-1551)
- Mère : Tsuchida Gozen (d.1594)
- Frères :
  - Oda Nobuhiro (d. 1574)
  - Oda Nobunaga (1534-1582)
  - Oda Nobuyuki (1536-1557)
  - Oda Nobukane (1548-1614)
  - Oda Nagamasu (1548-1622)
  - Oda Nobuharu (1549-1570)
  - Oda Nobutoki (d. 1556)
  - Oda Nobuoki
  - Oda Hidenari
  - Oda Nobuteru
  - Oda Nagatoshi

- Sœurs :
  - Oichi (1547-1583)
  - Oinu

## Source de la traduction
- (en) Cet article est partiellement ou en totalité issu de l’article de Wikipédia en anglais intitulé « Oda Hidetaka » (voir la liste des auteurs).